# Parallelia cuneifascia
Parallelia cuneifascia là một loài bướm đêm trong họ Erebidae.